# Kozice (Sierpc)
Pour les articles homonymes, voir Kozice.
Kozice (prononciation : [kɔˈʑit͡sɛ]) est un village polonais de la gmina de Gozdowo dans le powiat de Sierpc de la voïvodie de Mazovie dans le centre-est de la Pologne.
Il se situe à environ 6 kilomètres au nord-ouest de Gozdowo (siège de la gmina), 14 kilomètres au sud de Sierpc (siège de le powiat) et à 111 kilomètres au nord-ouest de Varsovie (capitale de la Pologne).
Le village comptait approximativement une population de 60 habitants en 2004.

## Histoire
De 1975 à 1998, le village appartenait administrativement à la voïvodie de Płock.

Depuis 1999, il appartient administrativement à la voïvodie de Mazovie